# Gęste Bagno (województwo warmińsko-mazurskie)
Gęste Bagno – bagno, błoto w Polsce, w województwie warmińsko-mazurskim, w powiecie szczycieńskim, w gminie Pasym.

## Położenie i charakterystyka
Bagno leży na Pojezierzu Olsztyńskim (842.81), natomiast w regionalizacji przyrodniczo-leśnej – w mezoregionie Pojezierza Mrągowskiego. W sąsiedztwie znajduje się wieś Krzywonoga. Otoczenie stanowią lasy należące do nadleśnictwa Olsztyn. Leży na obszarze zlewni bezpośredniej jeziora Kalwa.
Nazwa Gęste Bagno znajduje się w państwowym rejestrze nazw geograficznych od 2014 roku i została do niego wprowadzona na podstawie wywiadu terenowego.
Według numerycznego modelu terenu obiekt znajduje się na wysokości 138,9 m n.p.m.
Bagno leży na terenie utworzonego w 1998 Obszaru Chronionego Krajobrazu Pojezierza Olsztyńskiego o łącznej powierzchni 40 997,4 ha.